# Ryszard Towalski
Ryszard Towalski (ur. 26 września 1923 w Puławach, zm. 5 kwietnia 1996) – harcmistrz, komendant hufca Związku Harcerstwa Polskiego w Puławach, członek PCK, wiceprezes zarządu powiatowego OSP.

## Życiorys

### Młodość
Urodził się jako syn Władysława, oficera 2 pułku Saperów Kaniowskich. Jego matka zajmowała się prowadzeniem domu. Po ukończeniu szkoły powszechnej rozpoczął naukę w Gimnazjum im. ks. A. J. Czartoryskiego.
W wieku 10 lat rozpoczął swoją przygodę z harcerstwem w 2 Drużynie Harcerskiej im. Księcia Józefa Poniatowskiego. Niespełna 6 lat później wziął udział w kursie drużynowych w Olbrychtowie, a także w XVII Walnym Zjeździe ZHP. Razem z innymi harcerzami przeszedł w 1939 r. szkolenia z zakresu pomocy rannym i poszkodowanym w wyniku działań wojennych. Brał udział w ćwiczeniach obrony przeciwlotniczej oraz przy wykonywaniu elementów fortyfikacji obronnej.

### Konspiracja
2 września 1939 r. na terenie Puław rozpoczęły się działania o charakterze militarnym. Komenda chorągwi wydała rozkaz nakazujący wszystkim harcerzom, którzy posiadali przeszkolenie wojskowe, aby wstępowali do konspiracji. Natomiast harcerki miały obowiązek wstąpienia do konspiracji, prowadzenia szkoleń sanitarnych oraz przekazywania informacji i rozkazów do puławskiego „podziemia”.
Ryszard Towalski podczas wojny pracował w Spółdzielni Spożywców „Społem”. W tym samym czasie był członkiem organizacji konspiracyjnej – Związku Walki Zbrojnej (później Armia Krajowa). Podczas kampanii wrześniowej jego głównym zadaniem była obsługa punktu łączności radiowej. Zajmował się również obsługą punktu sanitarno-logistycznego dla wycofujących się żołnierzy i ludności cywilnej.

### Niewola
28 kwietnia 1943 r. Gestapo aresztowało Towalskiego, najprawdopodobniej z powodu powiązań rodzinnych i działania w konspiracji. Po odbywających się w Kazimierzu Dolnym przesłuchaniach został przewieziony do aresztu, który mieścił się w lubelskim zamku. Trzy miesiące później przetransportowano go do obozu koncentracyjnego na Majdanku. W 1944 r. trafił do obozu „Kl Gross Rossen”, a następnie do „Komandy w Kl Flassenburg” na terenie Niemiec. Korzystając z zamieszania, jakie miało miejsce w czasie wędrówki w kierunku Pilzna pod niemiecką eskortą, jemu i kilku innym więźniom udało się zbiec. Do domu trafił po zaledwie 2 tygodniach (19 maja 1944).

### Okres powojenny

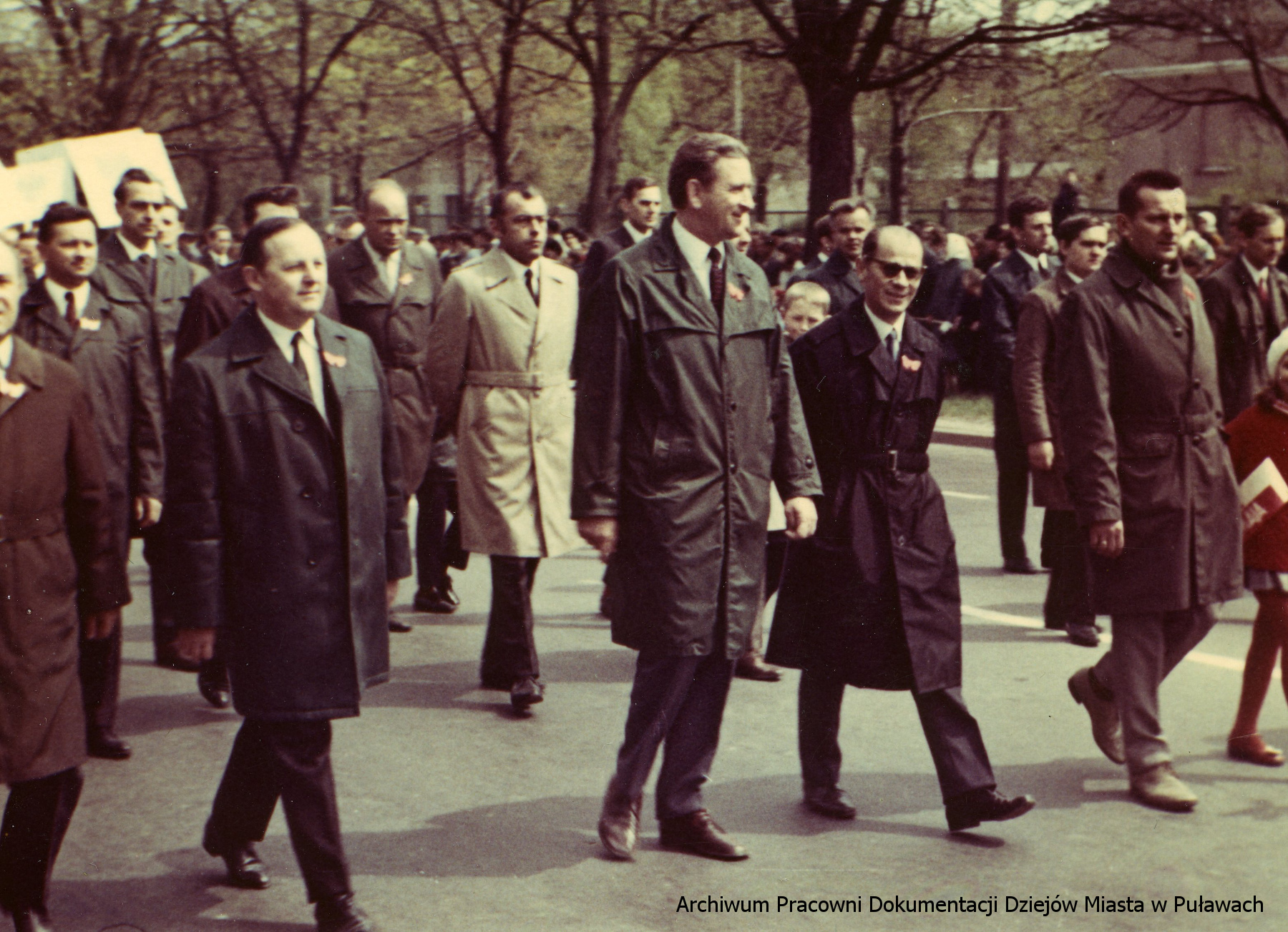
1 maja 1972

Niedługo po powrocie do Puław Towalski zajął się organizacją harcerstwa na terenie swojego rodzinnego miasta. Przed wybuchem wojny udało mu się ukończyć jedynie 3 z 4 klas, dlatego w 1946 r. podjął decyzję o dokończeniu przerwanej nauki w jednej z warszawskich szkół. Po zdobyciu wykształcenia został zatrudniony w Ministerstwie Przemysłu i Handlu. W sierpniu 1947 wziął ślub z Jadwigą Sadzikowską, z którą w późniejszym czasie miał dziecko.

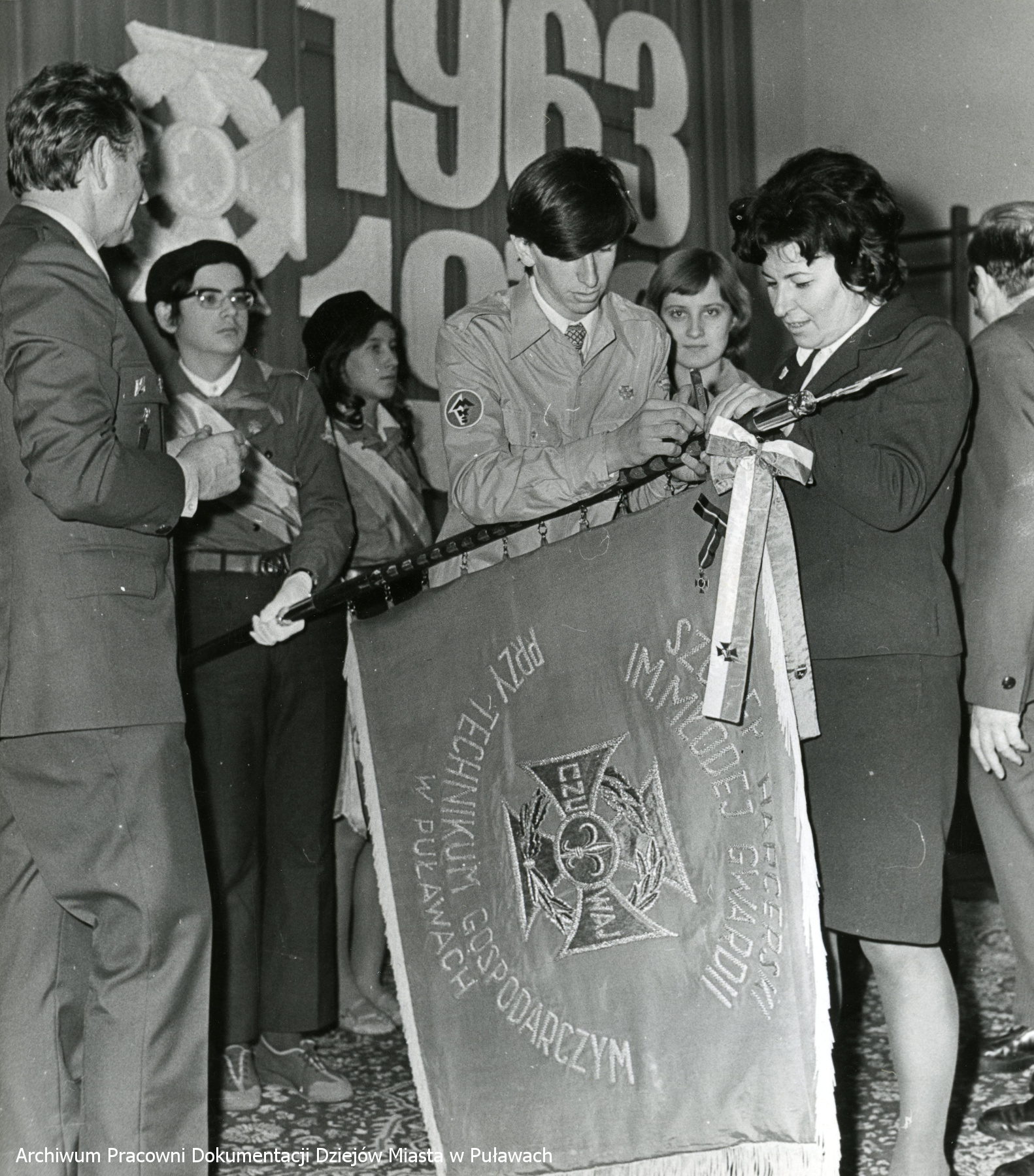

Ryszard Towalski pracował na stanowisku kierownika w wielu instytucjach. W drugiej połowie lat 60 rozpoczęto budowę Zakładów Azotowych „Puławy”, w których Towalski objął stanowisko zastępcy dyrektora do spraw administracyjno-socjalnych. Posada ta wymagała wykształcenia wyższego, wobec czego rozpoczął studia na UMCS w Lublinie na wydziale prawa. Studiowanie zajęło mu 3 lata. Następnie po trzech latach przerwy rozpoczął studia magisterskie, które ukończył w 1975 r. Ryszard Towalski poza swoją pracą prowadził bardzo aktywne życie m.in. był członkiem PCK od 1950, wiceprezesem zarządu powiatowego OSP w latach 1956–1958, powołał do istnienia Towarzystwo Przyjaciół Puław, a także był wiceprezesem klubu sportowego „Wisła”. Jednak jego prawdziwą pasją życiową było harcerstwo. Prowadził dwa szczepy: im. Li-su-boka działający przy I LO im. ks. A.J.Czartoryskiego oraz im. Młodej Gwardii działający przy Technikum Gospodarczym w Puławach. Na wniosek Towalskiego powstała Harcerska Izba Pamięci w Technikum im. S. Sempołowskiej. Przekazywał młodym wiedzę, której nieraz zaprzeczały władze PRL-u. Chciał odbudować harcerstwo zgodnie z przedwojennymi zasadami.

### Działalność w komendzie hufca
W latach 1957–1960 pełnił funkcję Komendanta Hufca Puławy, a w latach 1960–1963 był członkiem Naczelnej Rady Harcerskiej. Za jego rządów powołano do istnienia Dom Harcerza, który w przyszłości miał stanowić „bazę metodyczną” i opierać się na harcerskim wychowaniu. 1 lutego 1959 został mianowany harcmistrzem. Czwarty stopień instruktorski (harcmistrza PRL) zdobył 23 czerwca 1966.

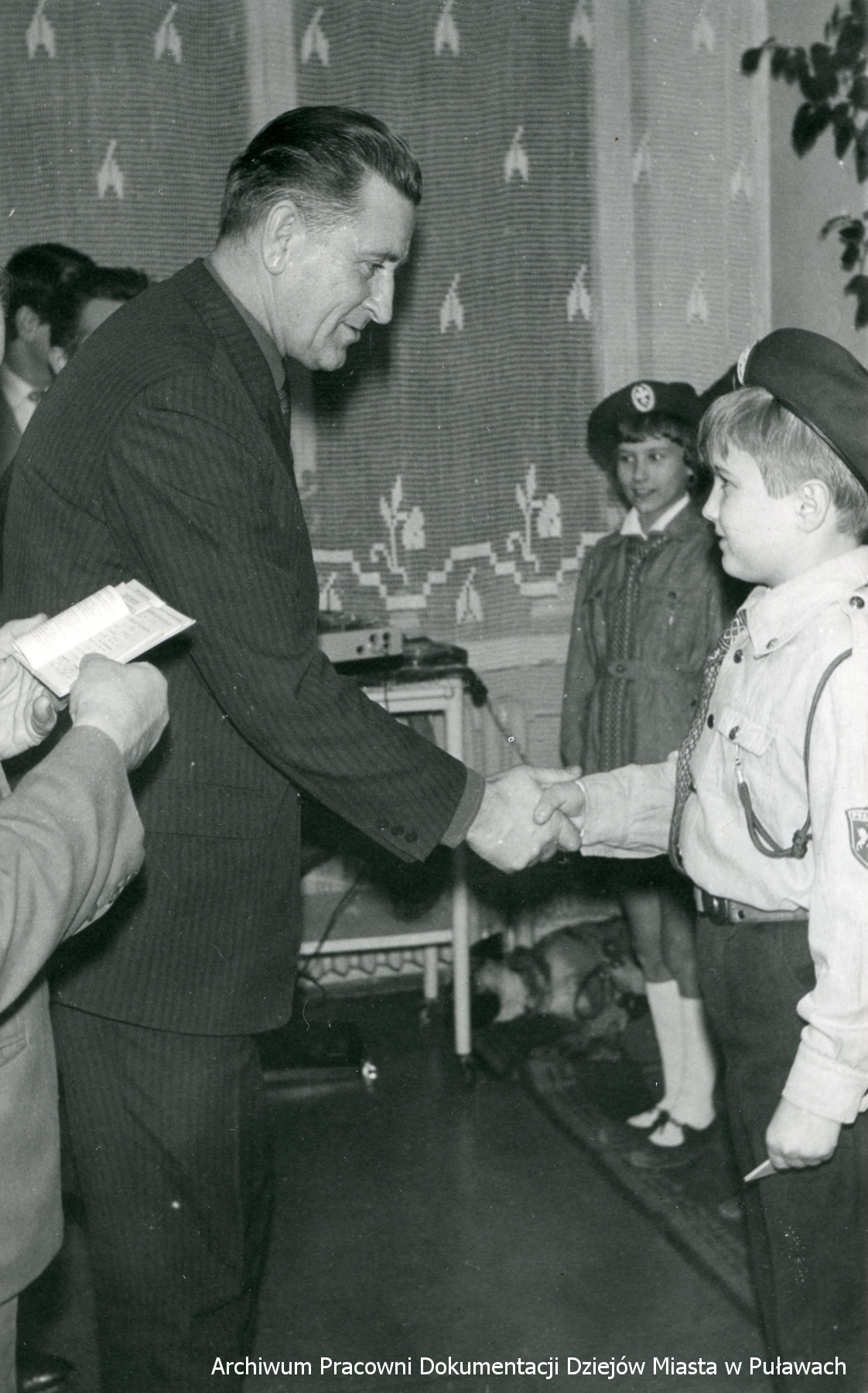

W roku 1960 powołany został wcześniej wspomniany szczep przy I LO im. Ks. Adama Jerzego Czartoryskiego. Nawiązał on kontakty z ambasadą Koreańskiej Republiki Ludowo-Demokratycznaej oraz z Pjongjangiem. Kontaktował się również z wieloma drużynami oraz organizacjami działającymi na wzór ZHP. W 1963 r. działalność rozpoczął szczep im. Młodej Gwardii. Jego prace doprowadziły do nawiązania współpracy ze Stowarzyszeniem Działaczy Kultury Morskiej oraz załogą statku M/S „Puławy”. Dzięki temu, harcerze wyjeżdżali na spotkania do Gdyni, co było wielkim wyróżnieniem dla całej szkoły. Druh Ryszard wraz ze swoim szczepem nawiązał w 1965 r. współpracę ze szczepem w Ostrzeszowie. W efekcie zorganizowane zostały – Rajd Świętokrzyski oraz Rajd Przyjaźni, które stały się wydarzeniami cyklicznymi.

### Zakończenie służby
25 stycznia 1983 Towalski oddał prowadzenie szczepu z powodu stanu zdrowia. Pomimo wielu obowiązków oraz poważnej pracy nigdy nie miał problemów z organizacją. Swoim zachowaniem ukształtował pogląd na świat u wielu młodych ludzi. Znajomi druha Ryszarda w swoich wspomnieniach opisują go jako bardzo zdyscyplinowanego, dążącego do postawionych celów. Unikał faworyzowania, posiadał umiejętność pracy z młodzieżą. Był także perfekcjonistą, potrafił przekonywać innych do swoich pomysłów. Był świetnym organizatorem – opracowywał każde swoje działania, po czym realizował ułożony wcześniej plan. Założył radio, w którym pracowała młodzież ze szczepu, a także Miejskie Archiwum Historyczne. Jest autorem książki pt. „Harcerstwo na Ziemi Puławskiej 1916-1947”. Jak podają źródła, chorował na cukrzycę, zmarł 5 kwietnia 1996 r.